# Gimnastyka sportowa na Letnich Igrzyskach Olimpijskich 1984 – skok kobiet
Ćwiczenia wolne kobiet na Letnich Igrzyskach Olimpijskich 1984 – jedna z konkurencji gimnastyki sportowej rozgrywana podczas igrzysk 30 lipca – 5 sierpnia 1984 w Edwin W. Pauley Pavilion w Los Angeles. Mistrzynią olimpijską została Rumunka Ecaterina Szabo.

## Wyniki

### Kwalifikacje
65 zawodników rywalizowało w obowiązkowych i dowolnych skokach podczas wieloboju indywidualnego 30 lipca i 1 sierpnia.

### Finał
Sześć gimnastyczek z najlepszymi wynikami zakwalifikowało się do finału ćwiczeń wolnych 5 sierpnia, gdzie rywalizowały o medale w tej konkurencji.
| Poz. | Zawodniczka      | Reprezentacja            | Kwalifikacje | Kwalifikacje | Kwalifikacje | Finał | Finał  |
| Poz. | Zawodniczka      | Reprezentacja            | Obowiązkowe  | Dowolne      | ½Q           | Finał | Wynik  |
| ---- | ---------------- | ------------------------ | ------------ | ------------ | ------------ | ----- | ------ |
| 01 ! | Ecaterina Szabo  | Rumunia                  | 9,900        | 10,000       | 9,950        | 9,925 | 19,875 |
| 02 ! | Mary Lou Retton  | Stany Zjednoczone        | 9,900        | 10,000       | 9,950        | 9,900 | 19,850 |
| 03 ! | Lavinia Agache   | Rumunia                  | 9,900        | 9,900        | 9,900        | 9,850 | 19,750 |
| 4    | Tracee Talavera  | Stany Zjednoczone        | 9,800        | 9,900        | 9,850        | 9,850 | 19,700 |
| 5    | Zhou Ping        | Chińska Republika Ludowa | 9,900        | 9,750        | 9,825        | 9,675 | 19,500 |
| 6    | Brigitta Lehmann | RFN                      | 9,700        | 9,800        | 9,750        | 9,675 | 19,425 |
| 7    | Kelly Brown      | Stany Zjednoczone        | 9,800        | 9,600        | 9,700        | 9,725 | 19,425 |
| 8    | Chen Yongyan     | Chińska Republika Ludowa | 9,900        | 9,750        | 9,825        | 9,475 | 19,300 |